# Hugo Marcel
Hugo Marcel (eigentlich: Gregorio Horacio Cárpena; * 24. Januar 1942 in Buenos Aires) ist ein argentinischer Tangosänger.

## Leben
Cárpena debütierte bereits 1957 als Sänger mit dem Orchester von Leopoldo Federico. Dieser gründete im Folgejahr auf Anregung von Alejandro Romay, dem Besitzer von Radio Libertad, eine Gruppe mit Elsa Rivas, Roberto Rufino und Cárpena, die bei diesem Sender und im Café Richmond auftrat, Cárpena jetzt unter dem Namen Hugo Marcelino. Mit Federicos Orchester hatte er Auftritte in einem Programm bei Radio Belgrano. Gefördert wurde er in dieser Zeit von Azucena Maizani und Alberto Marino. Nach dem Ende der Zusammenarbeit 1958 war er kurze Zeit Mitglied des Orchesters von Miguel Caló.
1959 engagierte ihn Osvaldo Fresedo als zweiten Sänger neben Carlos Barrios. Ab dieser Zeit führte er den Namen Hugo Marcel. Mit Fresedo entstanden seine ersten Aufnahmen und trat er im Fernsehsender Canal 7, in Nicolás Manceraons Sendung Sábados Circulares auf Canal 13 und bei den Karnevalsfeiern im Lunaparkstadion 1961 auf. Nach der Trennung von Fresedo arbeitete er mit Musikern wie Lucio Milena, Waldo de los Ríos, Oscar Toscano, Buby Lavechia und Horacio Malvicino zusammen.
Mariano Mores lud ihn 1964 ein, Sänger in seinem Orquesta Lírica Popular zu werden. Seine Partnerin dort war die Sängerin Susy Leiva. Mit dem Orchester tourte er durch Argentinien und hatte Gelegenheit, mit Tita Merello und Hugo del Carril zusammenzuarbeiten. Er hatte Auftritte im Fernsehen und nahm mehrere Titel auf, darunter Viejo Buenos Aires und Tan sólo un loco amor. Als Mores noch 1964 seinen Sohn Nito als Sänger engagierte, trennte sich Marcel von ihm.
Ab 1969 hatte er auch internationalen Erfolg mit Auftritten in Chile, Peru, Ekuador, Paraguay, Kolumbien, Venezuela und Mexiko. 1970 tourte er mit der Schauspielerin und Tänzerin Beba Bidart ein halbes Jahr durch die USA. 1974 trat er mit Roberto Pansera auf. Neue Aufnahmen entstanden 1977 mit seinem Bruder Eduardo, begleitet zunächst von Atalio Stampone, darauf vom Quartett Carlos Galváns. Osvaldo Requena engagierte ihn 1986 für das Orquesta Nacional de Música Argentina «Juan de Dios Filiberto», mit dem er u. a. im Teatro Nacional Cervantes, im Palacio del Congreso und anderen Kulturzentren auftrat. 1990 hatte er eine Reihe von Auftritten mit dem Sexteto Mayor im Teatro Presidente Alvear.